# Paso de Arthur
El paso de Arthur (en inglés Arthur's Pass (920 m de altitud) es un paso de montaña en los Alpes Neozelandeses de la Isla Sur de Nueva Zelanda. Marca parte del límite entre la Costa Oeste y Canterbury, a 140 km de Christchurch y 95 km de Greymouth. El paso yace en una pendiente entre los valles del Río Otira, un subafluente del Taramaku en el oeste, y el Río Bealey en el este.
Una aldea del mismo nombre (Paso de Arthur) está ubicada a cinco kilómetros del puerto de montaña.

## Historia
El paso se llama así en honor a Sir Arthur Dudley Dobson (1841-1934), quien dirigió al primer grupo de europeos a través del puerto de montaña en 1864. Un jefe maorí de la Costa Oeste, Tarapuhi, le había informado de la presencia de un paso en la montaña que varias veces había sido utilizado por grupos de caza Maoríes. También se cree que el escritor y explorador Samuel Butler había visto el paso varios años atrás, pero no pudo explorarlo esa vez. Con la expedición de Sir Dobson y los europeos, el momento fue oportuno, ya la Costa Oeste resultó alcanzada por una fiebre del oro, y el acceso a la costa de Tasmania fue entonces inmediato.

## Rutas

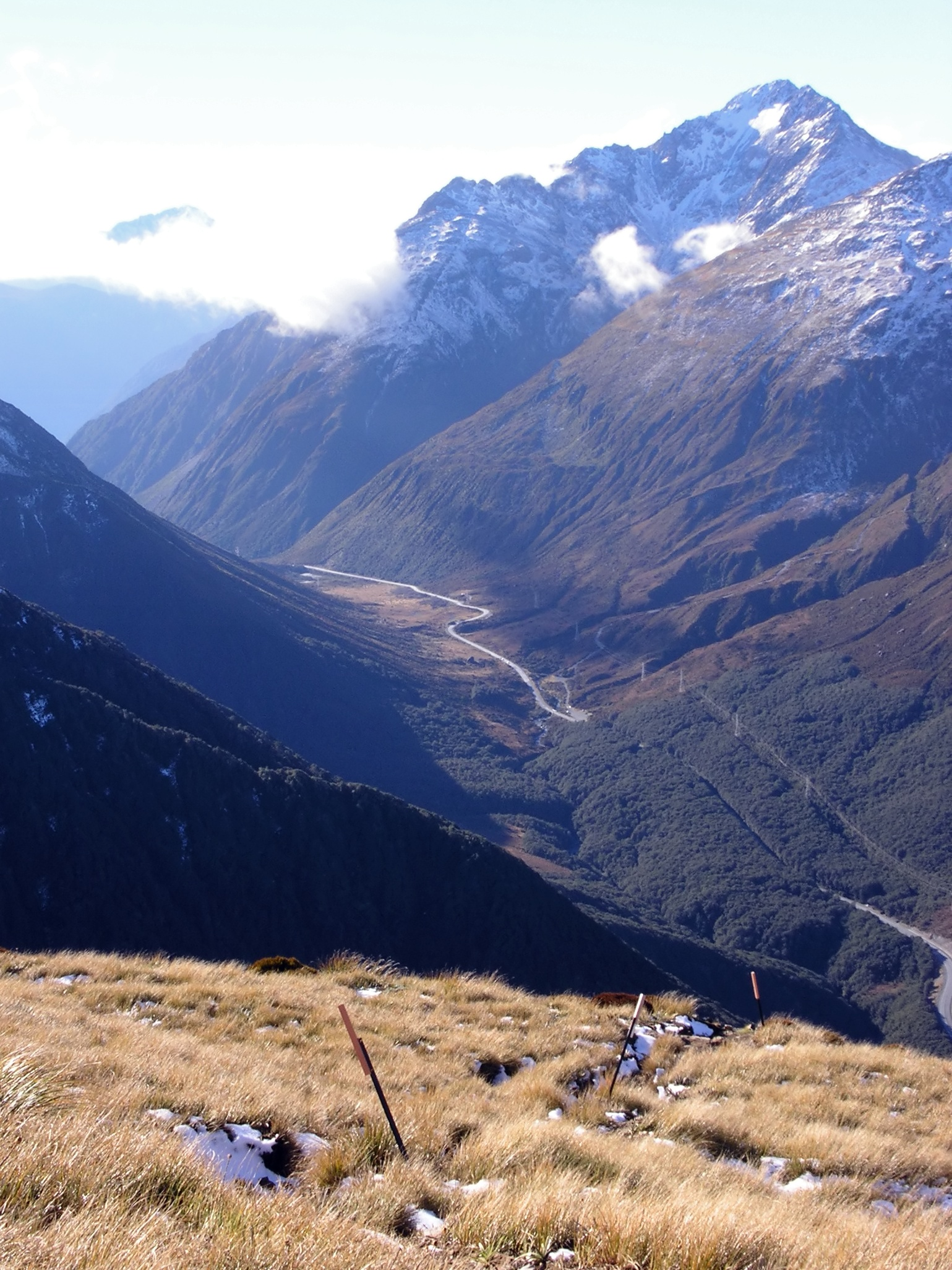
Paso de Arthur.

La Autopista Estatal 73 pasa sobre el Paso de Arthur, y es la más alta de las tres rutas que cruzan los Alpes Neozelandeses, siendo las otras el Paso Haast (Haast Pass) y Paso Lewis (Lewis Pass). Sin embargo, el Paso de Porter (940 m.), en la misma ruta, es más alto que el Paso de Arthur, pero no se lo considera como alpino ya que está ubicada en la ladera de Canterbury, cerca de Springfield. 

Si bien se quería cerrar el paso debido a las avalanchas y desprendimientos de terreno, la ruta en el lado oeste del paso recibió una serie de intensos trabajos de ingeniería civil a finales de 1990. Así, el viaducto Otira (400 m de largo construido en terreno inestable), cerca del pueblo del mismo nombre; fue completado en 1999.

## Ferrocarril
La línea ferroviaria de Midland, que conecta Christchurch y la Costa Oeste; recorre el Main Divide a través del Túnel Otira, entre el Paso de Arthur y la ciudad de Otira. Cuando se abrió en 1923, el túnel era el más largo del Imperio Británico.

## La aldea del Paso de Arthur

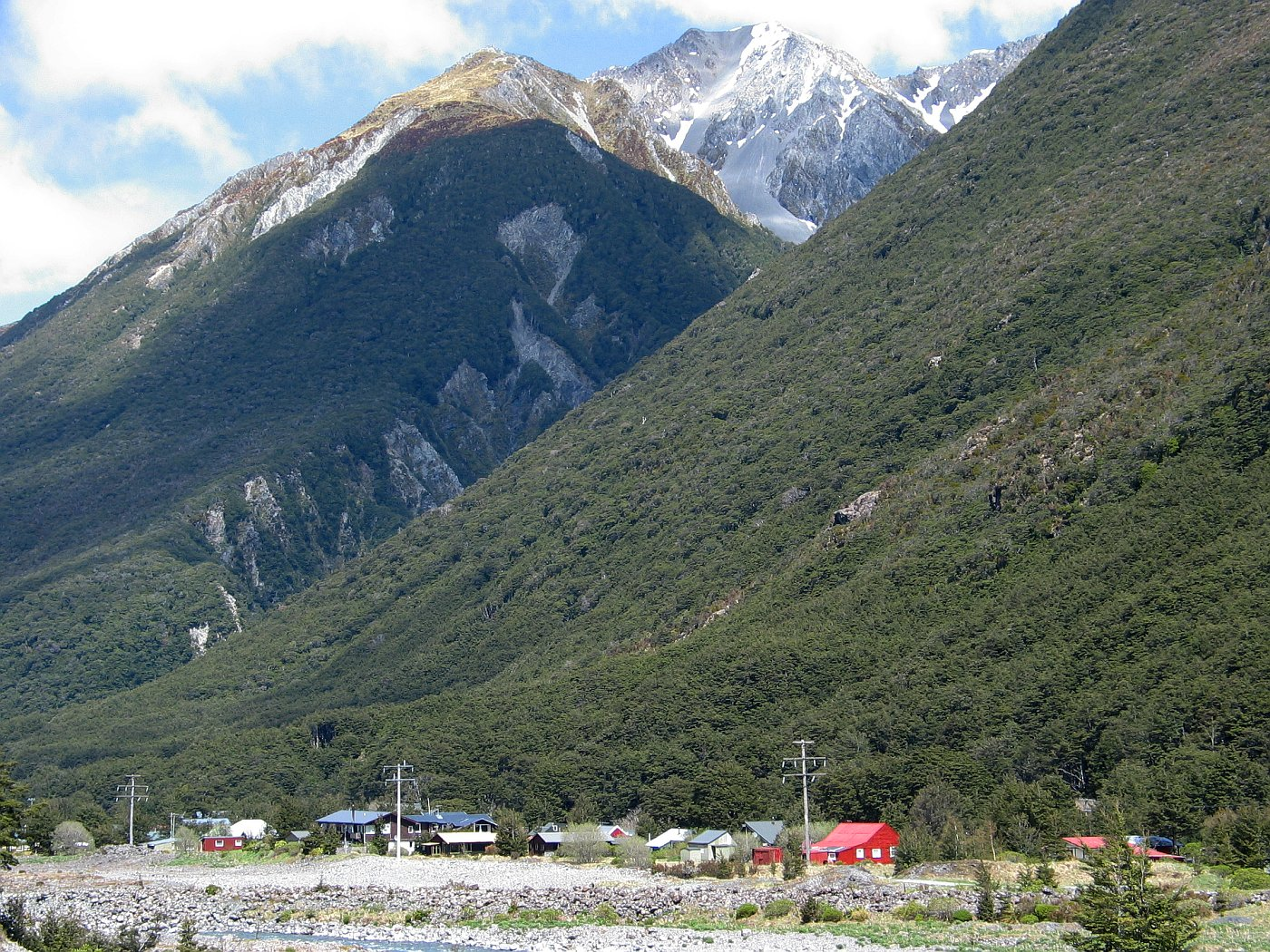
La Aldea.

Esta pequeña aldea, elevada a 740 m. sobre el nivel del mar, es popular por ser la base para explorar el parque nacional del Paso de Arthur.
Instalaciones
- Hospedaje.
- Tiendas.
- Café/Restaurant.
- Oficina del Departamento de Conservación de Nueva Zelanda.
- Campamento.
- Estación Ferroviaria.